# Watson's (warenhuis)
Ira A. Watson Co., beter bekend als Watson's, was een  Amerikaanse warenhuisketen gevestigd in Knoxville, Tennessee, Verenigde Staten. Het werd opgericht in 1907 en groeide uit tot een keten in het zuidoosten van de Verenigde Staten. Het bedrijf werd op 29 juni 1998 gekocht door Peebles voor $ 4,45 miljoen.

## Geschiedenis
Voortbouwend op de oorspronkelijke bedrijfsmodel opende het bedrijf een groep winkels in de binnenstad in provinciehoofdsteden . Naarmate winkelcentra en winkelcentra zich ontwikkelden, opende Watson's op die locaties aanzienlijk grotere winkels. De activiteiten groeiden van een enkele locatie in Knoxville, Tennessee naar talrijke locaties in Alabama, Kentucky, Tennessee, Virginia, West Virginia, South Carolina, North Carolina, Missouri, Indiana en Illinois. De koopwaar werd gekocht en gedistribueerd naar alle winkels van Watson vanuit het gecentraliseerde magazijn in het hoofdkantoor in Knoxville.
Eind jaren 1980 maakte het bedrijf moeilijke tijden door en diende uiteindelijk in februari 1992 een aanvraag in voor surseance van betaling toen ze nieuwe bankfinanciering kregen. Op het moment van de indiening had het bedrijf 31 winkels in negen staten. De rechtbanken keurden een reorganisatieplan voor het bedrijf goed om binnen 6 jaar uit surseance van betaling te komen. De winstgevendheid verbeterde en Watson's kwam in ongeveer de helft van de verwachte tijd uit de surseance van betaling. Het bedrijf herstelde echter nooit volledig en door een verkeerd aannamebeleid van het hogere management in de jaren 1990, zette het bedrijf zijn neerwaartse spiraal voort. Uiteindelijk kon het bedrijf dat floreerde door goederen te verkopen in afgelegen gebieden in het zuidoosten waar weinig concurrenten waren, niet concurreren met de nieuwe Walmart en Goodys Family Clothing-winkels, aangezien deze bedrijven markten begonnen op te bouwen die ooit als te klein werden beschouwd. Het bedrijfsmodel van Watson was niet langer levensvatbaar.
Watson's werd in juni 1998 gekocht door Peebles, een warenhuisketen uit South Hill, Virginia. Na de overname werd Watson's een volledige dochteronderneming van Peebles en een jaar later werden alle winkels van Watson's omgebouwd tot Peebles. Het voormalige distributiecentrum van Watson's Knoxville op 200 Hayfield Road heeft nog enige tijd dienst gedaan als een van de twee magazijnen voor de Peebles-keten. Peebles werd in 2003 gekocht door de in Houston, Texas gevestigde Stage Stores, Inc.